# Związek gmin Mitteldithmarschen
Związek gmin Mitteldithmarschen (niem. Amt Mitteldithmarschen) – związek gmin w Niemczech w kraju związkowym Szlezwik-Holsztyn, w powiecie Dithmarschen. Siedziba związku gmin znajduje się w mieście Meldorf. Powstał 25 maja 2008.
W skład związku gmin wchodzą 24 gminy:
| 1. Albersdorf 2. Arkebek 3. Bargenstedt 4. Barlt 5. Bunsoh 6. Busenwurth 7. Elpersbüttel 8. Epenwöhrden 9. Gudendorf 10. Immenstedt 11. Krumstedt 12. Meldorf | 1. Nindorf 2. Nordermeldorf 3. Odderade 4. Offenbüttel 5. Osterrade 6. Sarzbüttel 7. Schafstedt 8. Schrum 9. Tensbüttel-Röst 10. Wennbüttel 11. Windbergen 12. Wolmersdorf |